# 沃州银行

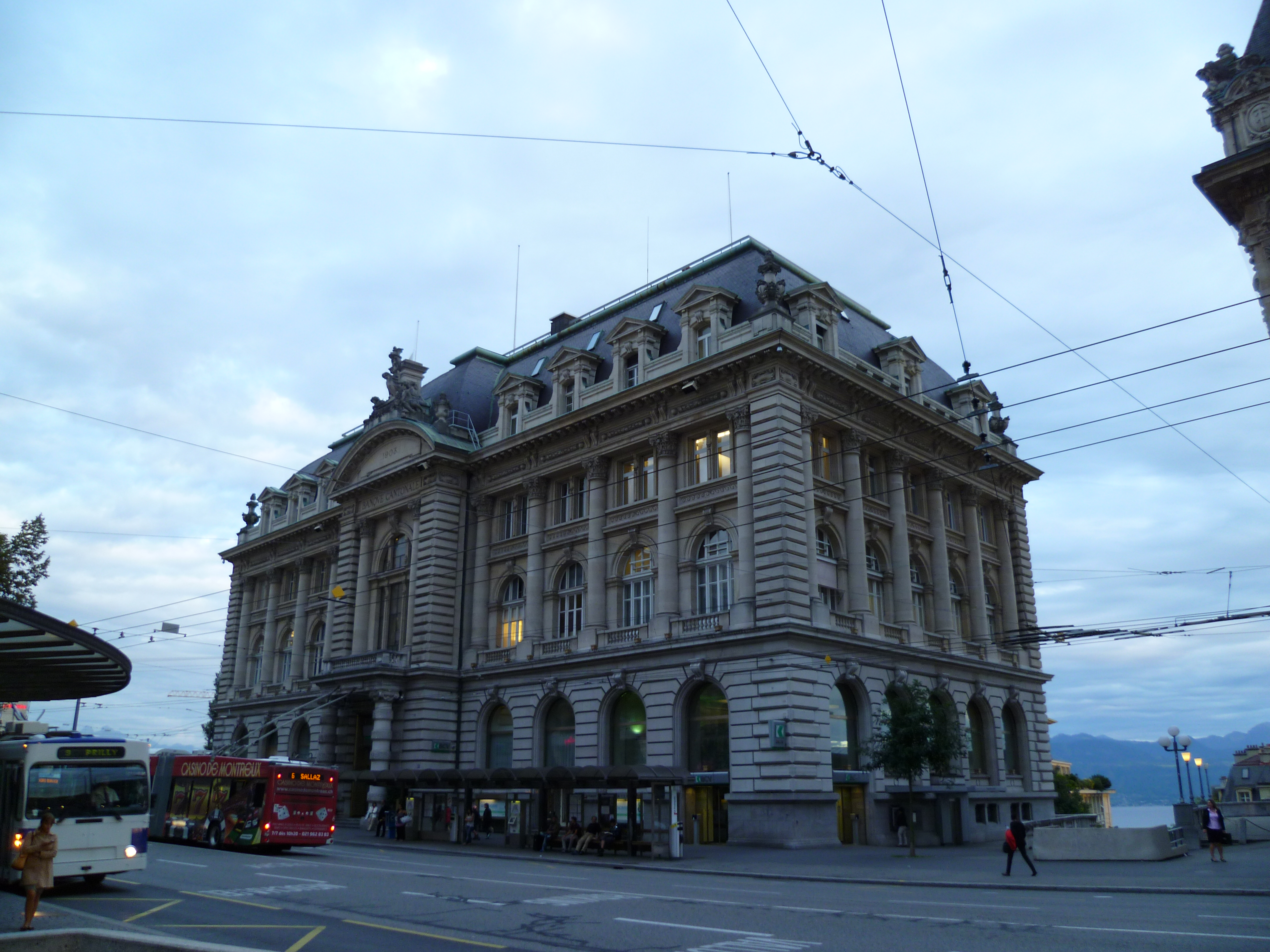
沃州银行总部

沃州银行（Banque cantonale vaudoise，BCV）是瑞士的24个州立银行之一，成立于1845年12月。其总部设于洛桑市中心的圣方济各广场。